# Camponotus salvini
Camponotus salvini é uma espécie de inseto do gênero Camponotus, pertencente à família Formicidae.